# John W. Howe (Politiker)
John W. Howe (* 1801 im District of Maine, Massachusetts; † 1. Dezember 1873 in Rochester, New York) war ein US-amerikanischer Politiker. Zwischen 1849 und 1853 vertrat er den Bundesstaat Pennsylvania im US-Repräsentantenhaus.

## Werdegang
Über die Jugend und Schulausbildung des im heutigen Maine geborenen John W. Howe ist nichts überliefert. Nach einem Jurastudium und seiner Zulassung als Rechtsanwalt begann er ab 1829 in Franklin (Pennsylvania) in diesem Beruf zu arbeiten. Dort war er auch als Friedensrichter tätig. Politisch wurde er später Mitglied der Free Soil Party.
Bei den Kongresswahlen des Jahres 1848 wurde Howe im 22. Wahlbezirk von Pennsylvania in das US-Repräsentantenhaus in Washington, D.C. gewählt, wo er am 4. März 1849 die Nachfolge von John Wilson Farrelly antrat. Nach einer Wiederwahl als Kandidat der Whigs, denen er zwischenzeitlich beigetreten war, konnte er bis zum 3. März 1853 zwei Legislaturperioden im Kongress absolvieren. Diese Zeit war von den Diskussionen um die Frage der Sklaverei bestimmt. Unter anderem wurde der von Senator Henry Clay eingebrachte Kompromiss von 1850 verabschiedet.
Nach dem Ende seiner Zeit im US-Repräsentantenhaus ließ sich John Howe zunächst in Meadville nieder. Später zog er nach Rochester im Staat New York, wo er am 1. Dezember 1873 verstarb. Er wurde in Meadville beigesetzt.